# تختة جان (قهستان)
تختة جان (بالفارسية: تخته جان) هي مستوطنة تقع في إيران في قسم قهستان الريفي. يقدر عدد سكانها بـ 770 نسمة بحسب إحصاء 2016.